# The Dead of Night
The Dead of Night es una canción del grupo inglés de música electrónica Depeche Mode compuesta por Martin Gore, publicada en el álbum Exciter de 2001.

## Descripción
Es una función meramente de música rock, o aparenta serlo de un modo muy cínico, pues en realidad resultaría un ejercicio de rock suave, carente de una verdadera dureza lírica o musical, por lo menos para los estándares de música subversiva, con lo cual demostraba la tan comentada diversidad musical del álbum Exciter y refutaba la supuesta tendencia en general minimalista del mismo.
Comienza con un sonido bajísimo que va subiendo en volumen hasta convertirse en un efecto de reactor que culmina en una explosión sonora en la cual resuenan los acordes de la guitarra eléctrica de Martin Gore, una batería algo opacada por un acompañamiento sintético mínimo que también acaba siendo algo muy disperso, y una letra en donde DM se plantean a sí mismos como “los chicos malos” como se les atribuyó en un momento más juvenil de su carrera, una suerte de burla a cuando se les consideró “demasiados subversivos para ser chicos buenos y demasiado tranquilos para ser chicos malos”.
Aunque es uno de los temas que suena menos electrónicos en su discografía, en realidad éste elemento está presente todo el tiempo con el reactor potenciado en los coros, los cuales a tres voces de los integrantes de DM son a su vez por completo pretenciosos clamando “Somos la Muerte de la Noche, Estamos en la habitación de los zombis, Somos el crepúsculo de los parásitos, Con heridas autoinfligidas, Somos la Muerte de la Noche, Estamos en la habitación de  los zombis, Vigilantes celestiales, Comiendo de cucharas de plata”.
Pese a su forma de presuntuoso rock, acaba siendo uno de los temas más duros de DM, un experimento de auténtico hard rock salvaje y con un planteamiento lírico pendenciero. Si bien algunas revistas lo asociaron con la tendencia de música industrial que el grupo manejara en sus primeros años, esto es incorrecto pues realmente no posee elementos de industrial, excepto el efecto de reactor, sino más bien de rock industrial en una forma cercana a la de grupos de las décadas de los ochenta y noventa en que cada cual parecía competir por ser el más subversivo.
Así, un tema que no sólo satiriza la propia opinión que de DM se tuviera durante algún tiempo, sino al propio género de hard rock, sus excesos estilísticos y su efectismo implícito, todo por un grupo que en realidad no pertenece a ese género.
Se esperaba que The Dead of Night se publicara como sencillo de Exciter, pero ello no fue así, dejándolo como uno de los temas potencialmente comerciables que quedaron relegados en su catálogo junto con otros como Told You So, Black Celebration y Halo.
El efecto de reactor sería al poco reciclado en una forma mucho más agresiva para el tema A Pain That I'm Used To del álbum Playing the Angel en 2005, aunque sigue siendo un recurso poco utilizado por DM, pero fue en The Dead of Night en donde lo emplearon por primera vez.

## En directo
La canción, como la mayoría de temas de DM de los últimos discos, ha estado presente tan sólo durante el correspondiente Exciter Tour en donde era nada menos el tema abridor tras de un intro instrumental, por lo cual se tocó en todas las fechas. La interpretación se hacía idéntica a la del álbum, aunque resultaba poco más rock por el manejo con total dominio de la batería en manos de Christian Eigner.